# Mohamed Zouabi
Mohamed Zouabi, né le 11 novembre 1973, est un footballeur international tunisien évoluant au poste de gardien avec le club de l'Olympique de Béja.
Il compte quatre sélections en équipe de Tunisie.

## Carrière
- 2000-2001 : Espérance sportive de Tunis ( Tunisie)
- 2002-2003 : Espérance sportive de Zarzis ( Tunisie)
- 2003-2004 : Club sportif de Hammam Lif ( Tunisie)
- 2004-2005 : Stade tunisien ( Tunisie)
- 2005-2006 : El Gawafel sportives de Gafsa ( Tunisie)
- 2006-2007 : Espérance sportive de Tunis ( Tunisie)
- 2007-2008 : Club sportif de Hammam Lif ( Tunisie)
- 2008-2010 : Espoir sportif de Hammam Sousse ( Tunisie)
- depuis 2011 : Olympique de Béja ( Tunisie)

## Palmarès
- Champion de Tunisie en 2001
- Vainqueur de la Coupe de Tunisie en 2007